# Patrick Barul
Patrick Barul (Orléans, 2 oktober 1977) is een Franse voetballer die voor RFC Tournai uitkomt. Eerder speelde hij voor AS Cannes, RC Lens en OGC Nice. Met Lens won hij in 2005 en 2007 de Interoto Cup.

## Erelijst
RC Lens
- Intertoto Cup

2005, 2007